# Mildred Dunnock
Mildred Dunnock (25 de enero de 1901 – 5 de julio de 1991) fue una actriz teatral, cinematográfica y televisiva estadounidense.

## Biografía
Nacida en Baltimore, Maryland, se graduó en la Western Senior High School, además de estudiar en el Goucher College, donde fue miembro de la fraternidad Alpha Phi. Antes de iniciarse en la interpretación, pasados los treinta años de edad, Dunnock era maestra de escuela. 
Tras un par de papeles teatrales en el circuito de Broadway, Dunnock se ganó a la crítica por su interpretación de una maestra galesa en The Corn is Green (1940). La versión cinematográfica de la obra supuso su debut en la gran pantalla, trabajando junto a Bette Davis.
En los años cuarenta Dunnock actuó principalmente en el teatro, en dramas como The Corn is Green (1940), Another Part of the Forest (1946) y Muerte de un viajante (1949), y en el musical Lute Song (1946). Ella repitió su papel en Muerte de un viajante en la versión para el cine rodada en 1951. Otro de sus papeles destacados fue el de Big Mama en la primera producción teatral de la obra de Tennessee Williams La gata sobre el tejado de zinc, aunque el papel en la adaptación cinematográfica fue para Judith Anderson. Entre sus películas figuran The Trouble with Harry (1955), Love Me Tender (1956), Baby Doll (1956), Peyton Place (1957), Historia de una monja (1959), Butterfield 8 (1960), y Dulce pájaro de juventud (1962). Además, fue la mujer en silla de ruedas que es arrojada escaleras abajo por Richard Widmark en el film de 1947 El beso de la muerte.
Además de su exitosa carrera como actriz de carácter en el teatro y en el cine, Dunnock actuó con frecuencia como artista invitada en numerosas series televisivas y telefilmes, entre ellos una versión de La muerte de un viajante, producción en la que interpretó por tercera vez a Linda Loman.
Dunnock fue nominada en dos ocasiones al Oscar a la mejor actriz de reparto, una por Muerte de un viajante (1951), y otra por Baby Doll (1956). Además fue nominada al Globo de Oro a la mejor actriz de reparto  por Baby Doll. Su última película fue The Pick-up Artist (1987), protagonizada por Robert Downey Jr. y Molly Ringwald.
Mildred Dunnock tuvo dos hijos de su matrimonio con Keith Urmy, con quien se casó en 1933. La unión duró hasta 1991, año del fallecimiento de la actriz, hecho ocurrido en Oak Bluffs, Massachusetts, por causas naturales. Tenía 90 años de edad. Fue enterrada en el Cementerio Lamberts Cove de West Tisbury, Massachusetts.
Por su contribución al cine, Dunnock tiene una estrella en el Paseo de la Fama de Hollywood, en el 6613 de Hollywood Boulevard.

## Premios y distinciones
Premios Óscar
| Año  | Categoría               | Película              | Resultado |
| ---- | ----------------------- | --------------------- | --------- |
| 1952 | Mejor Actriz de Reparto | Muerte de un viajante | Nominada  |
| 1957 | Mejor Actriz de Reparto | Baby Doll             | Nominada  |